# Rituais de passagem na Amazônia
Rituais de passagem na Amazônia são rituais de transição no domínio da floresta amazônica. De acordo com a WWF (World Wide Fund for Nature) a Amazônia compreende, hoje, um total de 8 países: Bolívia, Brasil, Colômbia, Equador, Guiana, Peru e Venezuela e Suriname mais o território da Guiana Francesa. O termo ritual de passagem foi usado pela primeira vez pelo antropólogo e professor universitário francês Arnold van Gennep, no seu livro Os Ritos de Passagem, segundo o autor, os ritos decompõem se em:
- Ritos de Separação
- Ritos de Margem
- Ritos de Iniciação

Ainda que Van Gennep fosse influenciado por teóricos da sua época(i.e., começo do século XX) destacou se por entender o ritual por sua "razão de ser", em contraposição aqueles que enxergavam pelo modo da sua realização(e.g., ritos simpáticos, os que invocavam uma entidade para o exercício da "ação mágica" e ritos de contágio, no qual um objeto era utilizado por seus efeitos associados ao sagrado). Vale ressaltar que Arnold van Gennep não procurava classificar os ritos de um modo taxonômico, isto é, no uso da Taxonomia, baseada em subgrupos e cadeias hierárquicas. O antropólogo acreditava todo ritual de passagem ser constituído por essas fases listadas, cada qual com sua ênfase.
No Livro das Religiões os autores realçam semelhanças nos ritos entre diferentes comunidades; tão profundamente conectados aos ciclos da vida e à relação do ser humano com a natureza. Essas cerimônias de povos nativos acompanham todas as etapas da vida, como o nascimento, concepção, entrada na vida adulta, casamento e a morte, aspectos comuns de iniciação entre diferentes povos. Para Lévi-Strauss, sociólogo francês, são justamente as semelhanças entre distintas comunidades no modo de pensar o fundamento da chamada antropologia estruturalista.
O sociólogo considera os ritos estruturas básicas de funcionamento, segundo ele, buscam “restaurar a continuidade perdida do vivido no próprio plano do pensado”. Em outras palavras, rituais de passagem buscam incrementar novos significados sociais, comunitários ou religiosos, através de celebrações que simbolizam mudanças no status de uma pessoa dentro de sua comunidade, ou até nova iniciação no ramo transcendental. Sempre de modo cíclico, a fim de demarcar o começo de uma nova fase invisível aos olhos, por meio da fragmentação de um passado, deixado para trás no marco temporal do ritual.

## Rituais de passagem

### A Festa da Moça Nova (Worecütchiga)
É comum que rituais de passagem para a vida adulta entre as mulheres estejam ligados ao início da menstruação, chamado menarca. O ritual marca a transição das meninas para fase adulta, é o rito de passagem que faz “a menina virar mulher, gente mesmo, humana”. Nessa fala, proveniente da integrante dos Tikuna, Jací, percebe-se uma ideia de caráter mutável do ser feminino. Logo, a identidade indígena demonstra ser construída através dos seus rituais de passagem, não é inata, não se nasce Tikuna, torna-se.
Durante o período da primeira menstruação, dá-se início o começo do procedimento (i.e. rito), categorizado pela reclusão. As meninas devem ser isoladas por dias, meses ou até mesmo anos, a depender da comunidade e o ritual só chega ao seu fim quando entende-se a chegada da fase adulta;antigamente, a coleta da mandioca para preparar o pajauaru (i.e. bebida fermentada típica dos Tikuna) era feita depois da menstruação, o que contribuía no alongamento da reclusão. A extração mais recentemente ocorre antes do período da menarca, realizada pelos pais das meninas prestes a ovular.
O papel masculino parental  na participação do rito abrange desde a extração da mandioca até a construção das Casas de Festa, local onde as meninas permanecem em reclusão, dentro de quartos com paredes formadas por talos de buriti (turi). Nesta fase, a moça não pode conversar com ninguém, nem com seu pai, nem com sua mãe. Tradicionalmente, a menina quando menstruava era alertada a entregar seu colar ao irmão mais novo, o qual encaminhava-se de pendurá-lo em um lugar visível; a mãe da menina, ao ver o colar, já sabe que a filha estaria esperando escondida para ser buscada, responsabilidade exclusiva da mãe. À mãe também é confiada a tarefa de chamar a velha ou o velho mais experiente em cantar.  Desse modo, cantando e tocando, o velho ou a cantora devem conduzir a menina ao quarto de buriti, onde passará a noite sem falar.
Na manhã seguinte, a reclusa joga uma praga à árvore de Taperebá, na falta dessa, à pupunheira. Acredita-se entre a etnia Tikuna um alto poder das meninas recém-menstruadas em praguejar, porém esse poder acompanha os dois lados, e implica grande vulnerabilidade, suscetíveis a serem alvo de pragas. O limiar entre o mundo terrestre e o espiritual, isto é, a capacidade maior da menina pós menarca em lançar maldizeres, parece estar relacionado ao conceito proposto por Arnold Gennep, o rito de margem. Tal suposição comprava-se ainda pela relação estabelecida pelos povos Tikuna, segundo a qual a primeira menstruação decorre de uma relação sexual com a Lua, reafirmando o caráter mítico do momento. Ademais, existe um entendimento que no decorrer do processo de afastamento, a moça detém dentro dela ü’üne, um imortal, ela é assim mortal e imortal, está em uma espécie de muro entre os dois mundos (humano e espiritual, respectivamente).
Os relatos quanto aqueles que podem visitar as meninas escondidas divergem entre si, alguns indígenas atribuem à mãe e a tia a tarefa, outros aos pais, irmãos e tios paternos. Inclusive, os últimos frequentemente administram o ritual, conhecidos, nessa ocasião, por copeiros; o copeiro pode falar com as meninas "presas" nos quartos, e possui a função de servir o pajauaru aos participantes da festa.
Para homenagear, agradecer, ou pagar os copeiros, as moças em reclusão precisam tecer um rolo de corda à base de Tucum, este é o único trabalho delas. Uma outra finalidade do trabalho de tecer estaria relacionada a virar uma boa esposa, já que a habilidade artesanal da mulher indígena é valorizada pelos locais.
O convite para Festa das Moças Novas é a parte antecipatória ao ritual público, intermediária, na qual os mensageiros passam de porta em porta anunciando a realização da cerimônia, o dia e o horário. Ali, às portas de casa, os moradores confirmam sua presença, ou em caso contrário, declaram sua ausência no evento. Esse período caracteriza-se pelo preparo dos moqueados, carnes ensopadas cozidas a partir da caça realizada pelos donos da festa em conjunto a voluntários. Destina-se o cozido feito das carnes de caça à alimentação das moças novas.
A festa atualmente dura três dias, da noite de sexta-feira até a tarde de domingo. Abre-se o festival com a "dança das crianças", na sexta feira, e no sábado chegam os convidados de fora da aldeia; as danças são constantes ao longo da festa inteira, no sábado, acontece a dança com o tamborim tutu, que pode durar longo tempo. Se o tori (instrumento confeccionado pelo casco de tracajá) estiver pronto sábado, dançam as danças do tracajá.
As moças novas são pintadas com jenipapo, logo que deixam seus quartos de reclusão. A finalidade da pintura, além de ocultar o cheiro de sangue vindo delas, seria de renovar a pele. Com o mesmo intuito arrancam os cabelos da menina, fio a fio, visando estimular o renascimento capilar.  Após o pequeno ritual do jenipapo, as moças voltam ao estado recluso, nos quartos, onde ficarão até o aprontamento dos demais adornos (e.g. o cocar).
É no presentear dos adornos com pena que está inserida a terceira dança, apresentada pelos copeiros; os copeiros vestem os adornos antes de presenteá-las, assemelhando-se as moças novas, contudo, só durante o momento de doação material, homens não tem autorização para uso do cocar durante essa festa. Depois do enfeitamento feminino (principalmente pela tinta dos jenipapos), surgem os mascarados. Tentam invadir a "casa" de reclusão das meninas, correm atrás das mulheres, provocam grande gritaria. Isso se explica pela suposta manifestação dos ngo’o (espíritos maus) no corpo dos mascarados. Apesar da crença na qual os espíritos encarnados viriam atraídos pelo cheiro do sangue das mulheres, os indígenas não os castigam; pelo contrário, oferecem quantias de carne moqueada para suprir a "vontade ávida" dos mascarados. Esta oferenda pode ser traduzida como uma forma de apacificar o desejo das entidades manifestadas pela carne humana, assim, para conter a fome dos ngo’o, é necessária carne de caça.
O fim do ritual é marcado pela abertura das portas do quarto, a fim de que as moças dancem com os mascarados. Toda a dança desenrola-se na tentativo dos mascarados, em especial, Õma (pai do vento), atingirem as novas moças com artefatos de madeira em formato fálico masculino, com proporções amplificadas. A dança-luta gira entorno do acesso sexual às meninas, feito de maneira simbólica, por meio das representações genitálias produzidas com  madeira presas na cintura dos homens mascarados. As moças não se devem deixar atingir pelos espíritos, segurando eles pelas costas, ou para algumas, segurando o órgão simbolizado. A elas também é proibido o riso, ainda que estimulado pelos mascarados, a moça que ri no rito é mal falada na comunidade, e ameaça a abundância de peixes e caça, conforme acreditam os nativos.
O que parece acontecer nesse rito de passagem é uma "aliança monstruosa". Convidar os seres imortais, apelidados bichos, é uma forma de aliar-se e impedir que roubem as moças para si,  outrossim, as moças não devem temer os espíritos, apenas impedir que "tirem" sua castidade. Tanto que a menina precisa passar pela dança com os invocados para ser mulher. Aquelas que não o fazem, são vistas de modo repulsivo pela sociedade em volta.

Todo ritual de passagem remete à uma iniciação social, uma nova ocupação na sociedade. O ritual em questão representa além da social, uma mudança espiritual. Na manhã do domingo, ao passar pela porta, torna-se um novo ser, renasce, o que Van Gennep chamou neófito.
““[A]travessar a soleira” significa ingressar em um mundo novo. Tal é o motivo que confere a esse ato grande importância nas cerimônias do casamento, da adoção, da ordenação e dos funerais (...) Observaremos que os ritos realizados na própria soleira são ritos de margem” (2011[1909]: 37).
Quando estão no terceiro dia, jogam um tição na palmeira taperebá, amaldiçoando-a mais uma vez. Uma rede de palmeiras é produzida para deitar as moças novas e levarem-nas até o rio, pois estas não podem pisar ao chão. Ainda não é completamente mulher antes do banho, conserva um pedaço da sua imortalidade temporária. Todas as tábuas de buriti usadas no quarto, junto aos instrumentos da bambu ( menos o tutu) são jogados com elas no rio. Algumas pessoas pulam em conjunto ou são empurradas. É a última etapa da sequência de pequenos ritos que compõem a Festa da Moça Nova.Todavia, uma última festa, ainda um último rito, é convocado alguns meses depois do fim da Worecütchiga, a Yopakechiga, nome indicatório de que somente a franja da moça será cortada. As festas da Yopakechiga diferem da Festa da Moça Nova por serem menos complexas, ademais, o cabelo da mulher não é arrancado, o que possibilita encarar a festa da franja cortada como uma tradição à parte. Nessas festas, alguns itens são queimados no jirau ao fim da cerimônia. Terminado o ritual, os bastões (du’pa) são colocados sobre o jirau da casa e queimados junto com outros materiais, como os trompetes de bambu e as franjas que ornamentam as máscaras.
Em cada aldeia, existe uma variação na festa e ritual. Por exemplo, na tribo amazônica Tukuna, mesmo que Tikuna, o rito  isola as meninas durante sua primeira menstruação, elas ficam reclusas por 12 semanas em um abrigo construído especialmente pela família (i.e. pelos copeiros e pais). Acredita-se que, nesse período, elas correm o risco de serem atacadas por um demônio chamado Noo. Para protegê-las, o corpo das jovens é pintado inteiro de preto por dois dias. No terceiro dia, elas podem deixar o abrigo e se juntar à aldeia em uma celebração, dançando até o amanhecer. Nesse dia, elas também recebem uma lança de fogo que devem lançar contra o demônio para finalmente estarem livres dele.
Já as jovens da tribo Saterê-mawé passam por um rito semelhante após a primeira menstruação, permanecendo isoladas em uma cabana por dois meses, sendo visitadas apenas por suas mães, que lhes trazem alimentos. Ao final do isolamento, essas meninas emergem como mulheres adultas, prontas para o casamento e a maternidade.
Por último, o ritual do povo Nambikwara é enriquecido por canções chamadas "músicas da menina menstruada" e "músicas de flautas", compostas especialmente para essa ocasião. Apesar de ser uma tradição antiga, o ritual enfrenta desafios, e o Instituto Amazonas apoia sua preservação, incentivando também o artesanato tradicional e as roças comunitárias.

### Waumat- Ritual da Tucandeira
O Waumat é um rito de passagem para homens praticado pela tribo amazônica Saterê-mawé. Nesse ritual, jovens meninos colocam as mãos em luvas de palha trançada cheias de formigas Tucandeira, cuja picada é tão dolorosa quanto um ferimento por arma de fogo, com efeitos que podem durar até 18 horas, frequentemente acompanhados de náuseas e vômitos. Com as luvas, eles devem dançar em círculo por cerca de dez minutos, sem demonstrar dor ou chorar, pois apenas os que suportam a dor estoicamente são vistos como aptos para serem futuros líderes.
Para esses jovens, o ritual de Waumat simboliza a passagem definitiva da infância para a vida adulta. Após a primeira experiência com as formigas, eles estão prontos para casar e formar uma família, embora seja esperado que passem pelo ritual pelo menos 20 vezes ao longo da vida, tornando-se, a cada cerimônia, mais fortes e preparados para defender sua cultura.
Os preparativos começam cedo no dia do ritual, quando um pequeno grupo vai à floresta para coletar as formigas tucandeiras. Após uma caminhada de 40 minutos, eles localizam um ninho e, ao som de flautas, coletam cuidadosamente centenas de formigas, colocando-as em um grande tubo de bambu.
De volta à aldeia, as formigas são mergulhadas em um balde com água e folhas de caju picadas, uma mistura que as anestesia temporariamente para permitir que sejam manuseadas e inseridas uma a uma nas luvas, com os ferrões voltados para dentro. As luvas, feitas com fibras naturais, são adornadas com penas vermelhas de arara, simbolizando batalhas e conflitos do passado, e penas brancas do gavião real, representando a coragem e resistência dos Saterê. Nos punhos das luvas, as plumas representam pelos pubianos, simbolizando a passagem dos adolescentes para a condição de guerreiros e maridos.

### Tiponhü
No Alto Xingu são três os rituais de maior importância: Tiponhü, Egitsü (Quarup) e o Hagaka (Javari), sendo o  Tiponhü um antecipatório para o Quarup. Os jovens filhos de chefes indígenas, por volta dos seus dez anos de idade devem furar suas orelhas, o gesto representa uma transição, igualmente, entre a fase infantil e a preparação para a fase adulta.
Diferente da Worecütchiga, o rito de passagem masculina é focado em um único membro, o filho do chefe, os outros demais membros são "acompanhantes". Prova disso é que no Pohoká (i.e.Tiponhü) Wauja, apenas o menino "escolhido" (por sangue) para função de amunaw (chefe) terá os lóbulos auriculares perfurados com agulha de fêmur de onça. Ao restante, está reservada uma agulha de madeira para perfuração.
O início do rito é esse momento, por isso também se conhece por "ritual de furar orelha". Aldeias nos arredores são convidadas pelo anfitrião a se juntarem para assistir ao cortar da orelha do candidato a amunaw, o qual tem suas duas orelhas penetradas pelo fêmur da onça, enquanto os acompanhantes podem ter só uma das orelhas furada. Logo após a abertura, o jovem chefe é levado a uma reclusão pubertária, que pode demorar entre cinco e seis anos. Essa é a reclusão ideal, a realizada por um filho de pai e mãe chefes da aldeia, durante longos períodos, obedecendo às prescrições, dentre elas, o celibato sexual, com o complemento de esforços individuais e coletivos.
Todavia, todo jovem comum é ou deveria ser submetido à reclusão, ao passo que os destinados a posições de liderança sê-lo iam de forma mais rígida. A reclusão na idade pré-adolescente é vista tal como um refreio sexual, um modo de zelar pela saúde através da contenção dos desejos libidinais, condição proporcionada pelo distanciamento. Não há um período exato de tempo definido para os comuns permanecerem no estado de reclusão, varia principalmente pela capacidade de cada família em manter o filho recluso. Para alguns pais, o momento significa quase uma nova maternidade, é fazer o filho de novo, dessa vez, porém, os pai são os grandes protagonistas: devem manter-se em abstinência sexual no começo do tempo, uma vez que enfraquecem o menino; o pai precisa buscar eméticos, ensinar as técnicas do trabalho mascullino (e.g. fazer cestas, flechas, saber mitos e encantações). Em suma, exige um grande dever para toda família, algumas vezes, no caso dos jovens promissores ao cargo de chefe, um dever à sociedade.
O momento certo para o início da reclusão é no kutekgügü, termo usado para definir o começo do desejo sexual, o afastamento vai além da moral, é profilático. Tendo em vista o enfoque do rito no menino candidato a assumir o posto de liderança da comunidade local, este será o principal foco do que é aqui dissertado. Assim, para o jovem chefe, os cuidados a serem tomados dentro do período de reclusão variam consideravelmente: uma das mudanças é na alimentação; aos "acompanhantes" é definido que a mãe deve cozinhar beiju e servir água. Contudo, os filhos de chefes por muito passarão fome, na finalidade de aprenderem a controlar os sentimentos de raiva, já que no entendimento dos indígenas do Alto Xingu, um bom líder é aquele que não se encoleriza, ao menos, não demonstra raiva. Outro exemplo é a importância da invisibilidade no processo, o adolescente é escondido porque o ritual é antecedente a outro essencial ritual, que é o Quarup; o Kuarup ou Quarup (ainda  Egitsü, na língua  local) acontece sobretudo para sinalizar a morte do indígena chefe, num ritual fúnebre, e promover uma luta entre os jovens do sexo masculino a fim de escolher a próxima liderança.
Neste sentido, os meninos vistos como potenciais líderes não podem ser vistos pelos outros "competidores" e pela comunidade em geral. Durante anos, suas interações estarão restritas a seus pais, para que ocorra a preparação do corpo e mente. A reclusão é o período da puberdade fadado à invisibilidade, como já visto antes, não apenas entre os meninos, existem em várias comunidades tradicionais a associação da idade adolescente com um período de exposição aos limites do espiritual, acredita-se no poder de serem conjugados feitiços mais facilmente para os adolescentes, coisa que não poderia haver num jovem promissor ao cargo de chefia. Posteriormente, no ritual final, o processo de produção doméstica dos filhos terá o seu complementar oposto, os corpos dos jovens chefes deverão ser exibidos no plano regional e de rivalidades políticas interétnicas.
Enquanto estão isolados, os jovens lutadores precisam passar por uma fabricação corporal, uma reconstrução do corpo, de novo, retomando a ideia de renascimento. Para esse propósito, existe um mini rito dentro do grande ritual, no intuito de preparar corpos resistentes, hábeis e fortes, os jovens que passam por uma maior reclusão (hotuko) sofrem a escarificação do físico por meio do hingi (arranhadeira). O costume é o rito da arranhadeira, natural a vários povos, embora a origem do mito varie de região em região; entre os indígenas do Alto Xingu, prevalece a lenda segundo a qual dois irmãos teriam criado o hingi almejando fortalecer seus corpos, um deles se voluntariou a deixar ser arranhado pela arranhadeira banhada em pimenta, pelo outro irmão, mas não aguentou a dor tamanha e desmaiou. Quando acordou, falou ao irmão que desse jeito era muito forte, e então puseram pouca pimenta e o irmão novamente submeteu-se ao rito, até que conseguiu suportar os machucados e ordenou o uso pelos próximos indígenas. Em outras etnias do Alto Xingu, o objeto nasce da história do Hitsitsi, nome do protagonista masculino; a história contada por Kuaracy, integrante índigena da região, é a de um homem que raspou a perna.
Na narrativa de Kuaracy, ela resume o ápice do enredo, o homem ia visitar sua esposa, a qual tinha uma irmã, sua cunhada “ele vinha visitar a espossa toda vez, aí uma vez essa espossa levou a cunhada, a irmã dela, junto, e essa Hitsitsi furou ela com a perna, entendeu?!”, nas suas palavras ela confirma: "Sim, ele furou ela, assim (faz gesto como se estivesse perfurando algo no ar)". A história completa começa quando o xinguano convida um amigo para pescar, atividade típica entre parceiros indígenas, ressalta; em dado momento, existe uma transição do ser carnal para espiritual, e esse é o momento onde ele utiliza da arranhadeira, a higi, e raspa toda sua perna. “Esse cara, o… [Hitistsi] ele tava arranhando e raspando a perna dele, tirando todas carne, todas partes da perna para transformar tipo numa espada, os osso dele, a perna, sabe? (risos)”, reiterando: “só ficou a perna assim, o osso, pra furar as pessoas”. Faz-se necessária a interrupção do conto para explicar a diferença entre as práticas narradas no mito indígena e a realidade das práticas corporais, isto é, nos dias atuais os locais fazem uso do instrumento sem intuito algum de retirar a camada da pele maior, é menos um "raspar" do que um "ralar". Prosseguindo, o objeto da perna, na história, reveste-se de um poder espiritual, e o homem com a perna raspada é designado a furar outras pessoas com ela.
Independente da crença associada ao rito, parece ser comum nas diferentes comunidades a utilização do cortante. Nem sempre cumpre a função de preparar o corpo jovem para uma luta, em outras ocasiões, é uma forma de educar as crianças infligindo a dor dos arranhões, ou para os mais velhos, uma maneira de revigorar o corpo, já que o renascimento da camada externa da pele teria relação com o renovamento espiritual. A arranhadeira é produzida a partir da inserção de uma copla de dentes da  “peixe-cachorra” (i.e. Hydrolycus scomberoides) na cabaça, idealmente cortada em formato triangular. Os jovens em reclusão especial têm praticamente todo o corpo arranhada por esse artefato, com ênfase nos ombros e braços, que serão úteis para agarrar os oponentes na luta realizada após o rito fúnebre. A escarificação deve ser feita por parentes masculinos, e depois do sangramento induzido, uma série de itens são colocados, tais quais cicatrizantes e outros com potencialidades terapêuticas e energéticas.
Além da escarificação, os jovens chefes usam vários itens que ajudam o corpo a crescer, ficar alto e resistente. Entre eles: pimenta, bambu, algodão. A diversidade varia conforme o domínio familiar, e nem todas as famílias terão acesso aos mesmos itens, ou o conhecimento de quais comporiam um melhor conjunto na preparação. Aos indígenas xinguanos, isso é completamente normal, não é entendido como uma desigualdade, mas como uma parte necessária das competições regionais. São conhecimentos que reverberam a disputa política interterritorial e constituem parte da propriedade intelectual tradicional, por isso, os que possuem noção dos melhores condimentos não querem divulgar afora do domínio familiar, e para os outros jovens da aldeia, está justificado pois estes primeiros representarão a liderança da aldeia. O usufruto das posologias é um indicativo de poder, relacionado à fabricação corporal e à prática competidora intercultural, distante de ser compreendida um símbolo de desequilíbrio.
Outro elemento integrante dos cuidados a serem tomados na fabricação do corpo do jovem, para além dos fortificantes mencionados, é o uso de eméticos fortes que induzem ao vômito, antes do banho frio pela manhã. Em sintonia com os praticantes da Ayahuasca ( descritos mais abaixo), o vômito, dentro dessas regiões, é considerado uma limpeza de cunho espiritual, a limpeza interna do corpo.
Os jovens em isolamento permanecem, em geral, em espaços no fundo das casas, noutras situações, residem em couvades. Nas casas o espaço é construído com base em uma das vigas ligadas ao fundo, as separações levantadas com paredes de Sapé, onde é aberta uma pequena brecha pela qual o "preso" consegue visualizar a vila e receber luz solar, cobertas com lonas e cobertores. Os Kalapalos, um dos habitantes do Alto Xingu, confiam aos jovens reclusos a tarefa de produzir um colar com cascas de caramujo, inhu  aketühügü.

### Egitsü/Quarup/Kuarup
O Kuarup ocorre sempre um ano após a morte dos parentes indígenas, é portanto um ritual pós-funerário. O rito é divido em duas partes, a homenagem aos mortos e a luta para definir quem irá ocupar o cardo deixado pelos chefes, por isso, marca uma passagem social.

Na aldeia Ipawu Kamaiurá, localizada no Xingu (MT), o encontro de homenagem aos mortos reúne diversas comunidades, na contabilizada em 1970,  participaram mais de 900 indígenas. "No total, são 8 etnias que estão presentes aqui. Dentre elas, o anfitrião Kamayurá, e os convidados Kuikuro, Mehinako, Kalapalo, Matipu, Waurá, Kaiabi e Aweti", informa Pablo Kamaiurá, outras tribos não participam pela ausência de "campeão de luta", por exemplo os Trumai, falantes de uma língua isolada. No primeiro dia, melhor dizendo, na primeira noite, os convidados levam ao local presentes como peixe e beiju, simbolizando seu luto, e entregam as famílias que perderam o parente; por sua vez, as famílias dos entes falecidos passam o período inteiro acordadas (i.e. a noite), rezando e chorando em torno dos troncos de madeira situados no centro do pátio. Este é o ponto principal de todo o ritual, os troncos de madeira ornamentados representam cada um dos que já se foram. Dessa maneira, em vigia noturna, passam também os guerreiros, ou lutadores, visto que o panorama do ritual mudou, na visão de autores como Gaudin:
“Os gestos não são mais usados para matar. A novidade é tão simples quanto radical”
Eufemização da violência, restrição e especialização de gestos, quadro temporal e espacial específico, função auxiliar atribuída à atividade, controle por terceiros, treinamento específico: o compartilhamento dessas características comuns por todas as artes marciais, modalidades esportivas de combate, lutas e outros permite que se unam no mesmo todo, para constituí-los como membros de um único grupo, de uma única família de atividades (Gaudin 2009:10, trad. minha).
Essa série de características gradativamente atribuídas à disputa tradicional, faz com que o rito assemelhe-se a um jogo, no sentido esportivo, ou arte marcial. No segundo dia, a luta para qual os indígenas preparam-se, é chamada Huka-Huka. Os lutadores passaram a noite anterior, do primeiro para o segundo dia, acordados, arranhando suas pernas e braços com a arranhadeira, munindo-se de ervas em toda a pele, e pintando corpos e cabelos com jenipapo e urucum. Ganhar a luta é sinônimo de um bom campeão, e um bom campeão é potencialmente um chefe. Os jovens que enfrentaram o processo de reclusão mais prolongada são os "donos da luta" (i.e. kindotoko), isto indica a preparação especial e seus direitos de lutar primeiro. Daí na manhã do segundo dia, os "guerreiros" começam o enfrentamento, o objetivo é tocar em uma das coxas ou derrubar o adversário no chão, o primeiro que fizer isto encerra a luta.
Apesar de a luta ter sido realizada em outros momentos, como no dia da furação de orelhas, a principal luta será no dia do Quarup, é o enfrentamento esportificado da alteridade. O momento introdutório da luta é marcado pelo dono do morto, ele irá até o pátio, cercado por uma dança típica dos convidados, e convocará os "campeões" (i.e. lutadores) a apresentar-se, os primeiros chamados são os kindotokos, os focos da luta; ficarão ajoelhados no chão em forma de quatro esperando o fim da convocação pelo dono do morto, exceto o primeiro a lutar, que já deve continuar na posição esperando o adversário.
As primeiras dez ou quinze lutas são realizadas uma a uma, entre os campeões kindotokos, contudo outras lutas acontecem em segunda dimensão, aquelas dos competidores de "segundo escalão", os acompanhantes. Até 20 combates podem ocorrer ao mesmo tempo, contanto que somente dois deles sejam compostos por futuros possíveis chefes. Os "campeões" adversários lutam duas ou três vezes, no máximo, mas todos do time anfitrião devem combater pelo menos um representante de cada povo convidado, ou seja, povos de outra etnia. Faz-se evidente nesse ato o prestígio dado aos vizinhos, uma vez que todos eles precisam ser combatidos, assim, é um rito que promove a integração regional, e deixa o modo violento pelo qual antes se escolhia o chefe, para entrar em um modo esportivo de convivência. Os povos indígenas admitem ainda haver vezes em que a briga prevalece, é muito mais comum do que o admitido pelos pesquisadores.
A huka-huka ou kindene, nome pela qual o momento de caráter social e esportivo é igualmente conhecido, possibilita a derrota do oponente por dois meios citados tacitamente, os quais serão aprofundados neste parágrafo. Recapitulando, existem duas maneiras de vencer: segurar a parte de trás da perna ou derrubar o oponente no chão, numa espécie de soerguimento do rival para enfim derrubá-lo. Fica a cargo da torcida decidir qual dos competidores ganharam a partida, e normalmente esse resultado é cantado, o que pode gerar discordância entre os espectadores. Não há um Juiz, árbitro, ou técnico, o resultado depende tão somente do grito dos "olheiros"(nginiko), que nada mais representam do que a torcida popular. Logo, a maioria das disputas são classificadas pelo povo como empatadas.
Embora não haja comprovação sobre o caráter intencional desses empates, eles seriam, segundo Carlos Eduardo Costa, ao menos, justificáveis e apaziguadores. A etnia anfitriã precisa prestar homenagem com todas as demais etnias presentes no evento, isso significa, precisam combater todos os candidatos das outras comunidades presentes, tornando muito desigual o número de oponentes enfrentados por cada um. Enquanto os anfitriões chegam a combater até vinte pessoas, os adversários "convidados" de outras localidades podem estar iniciando o momento de luta esportiva. Portanto, existe uma desigualdade evidente no cansaço e disposição dos guerreiros, fato amenizado pela definição da luta em " empate", visto que nenhum dos oponentes sairia desonrado pela população. Além disso, na visão da família que escolhe o jovem representante, aquele que passou por um processo significativo de reclusão e agora representa o "dono da luta", não perder é necessário para não ferir o mérito do ente querido que representam. Está em jogo aqui a honra do falecido homenageado pelo jovem campeão; a expectativa seria não perder nenhuma das lutas, pois reverbera a ideia de que um bom campeão será um chefe patrocinador e futuramente um homenageado. O respeito pela tradição confere-se num modo de garantir que sejam respeitados.
Merece uma menção diferencial os casos em que os combatentes derrubam um ao outro e jogam no chão. A plateia vibra e grita com resultados similares a esse, considerados a " vitória ideal". É o momento do ápice, simboliza o auge do que pode chegar a ser o Egitsü, dentro do que diz respeito às lutas marciais, pois fora desse campo, ganham destaque os casamentos interétnicos propostos por meio da entrega da castanha de pequi, pelas indígenas reclusas, aos chefes de outras comunidades. Nessas raras minoritárias lutas em quais o vencedor arremessa ao outro, é desconsiderado o empate, porque o lado torcedor a aquele que pratica a ação de arremessar, inicia uma imensa gritaria, definindo a vitória. Cabe a ressalva de não serem nada frequentes esses tipos de resultados.
Após os combates, o "dono do morto", pessoa próxima ao falecido responsável por intermediar a família, os convidados, os consanguíneos e os aliados, carregam em seus ombros as mulheres que acabaram de deixar outro meio de reclusão, elas devem servir as comidas aos convidados. Para acumular essas comidas, são planejadas festas antecipatórias ao ritual, uma delas é a festa para armazenar pequi (indze tundomi) e polvilho (kuiginhu  tundomi). Também são feitas organizações entre os aliados para arrecadar peixe, num evento de pescaria ritual (kaki). Esse peixe será entregue a todos participantes, o pequi será usado para o preparo de uma bebida com sua polpa e sua castanha será fundamental à proposição matrimonial, já com os polvilhos fazer-se-á beiju. Este é um importante momento não apenas de visibilidade aos jovens do sexo masculino em suas disputas perfomáticas, como para as mulheres que saíram da sua reclusão, elas são vistas nesse momento com muito valor simbólico, podendo vincular-se nos planos de casamento intercultural.
No entendimento do referido autor Eduardo Costa, a prática do ritual de guerra em forma esportiva traduz um enfraquecimento do original rito.  A ideia discutida seria a do "amansamento" indígena na comunidade do Alto Xingu, isto se comprova, ainda em conformidade com Costa, na substituição da antiga tradição de mutilar o adversário diferente, pela tradição de dar uma pancada atrás de suas pernas; tal como na troca dos costumes dos "índios bravos", acostumados com a arte do arco, pela arte da retórica, a qual desloca o eixo dos ritos da guerra para política; também na propagação de ideias que oprimem a violência e idealizam a capacidade de conter-se, a exemplo do ritual anterior ao Quarup, o Tiponhü, no qual os adolescentes em reclusão especial devem passar fome para "controlar sua raiva", justificado pelo argumento de que um bom chefe é o que não se esbraveja facilmente. Essas ideiam não remeteriam à origem dos xingus, e por serem introduzidas na localidade, foi apelidada xinguanização.
A própria premissa de comparar o ritual com a guerra é um enfraquecimento da ideia central, baseada na vida versus morte. Se antes o conflito estava centralizado em matar ou morrer, agora está no ser vencido ou vencer. Houve uma ritualização das práticas, uma certa perfomance agregada, por meio da esportificação da luta e o "amansamento" nas relações matrimoniais, alimentares e sexuais. Não se incineram mais as aldeias, elas viram pontos de acampamento entre diferentes povos; não se tomam as mulheres, elas oferecem a castanha de pequi, símbolo de sexualidade; não se mata mais. Em síntese, as culturas originais foram transformadas, seja isso bom ou ruim, ao entender do leitor. Não obstante, as inimizades julgadas eufemizadas não foram eliminadas, a ideia de que os outros indígenas, de regiões adversas, são possíveis ameaças ainda perpetua-se. A vulnerabilidade dos jovens homens e mulheres é alvo de ameaças no ramo espiritual e praguejamentos, retoma-se a ideia, aos locais, de que o outro proporcionou a morte, intencionalmente. Só que a principal diferença seria o jeito de fazer, antes era diretamente, e agora, ao ver dos indígenas, podem fazer por mal dizeres.
Outros autores, mais especificamente abordando a visão da doutora em Antropologia, Isabel Penoni, parece concordar com a ideia de que o mérito passou por uma migração do guerreiro indígena para o político. O Nahum Kuikuro, estimado por ela o maior especialista ritual da história recente dos Kuikuro, demonstra o fenômeno da associação política, após conseguir seu posto de chefe, concretizado por rituais, depois do feitio de intermediar os interesses indígenas com os dos brancos, os "caraíbas". Aristóteles Barcelos Neto, outro antropólogo e escritor, realça o papel dos rituais na manutenção das relações econômicas e políticas, nos contextos inter e intratribais, sendo portanto, os responsáveis por gerir os rituais, vinculados frequentemente à posição de chefia. Conclui-se a importância da comunicação política e social no estabelecimento dos novos chefes xinguanos, percebido pelo Costa como um enfraquecimento.

### Jawari/Hagaka
O Jawari é a última afirmação, em forma de rito, do indivíduo como chefe falecido. Em consonância com os ritos de Pohaká e Quarup apresentados, a cerimônia descrita nesta subseção tem palco no Alto Xingu, por preferência de Penoni: "A decisão de fazer pesquisa no Alto Xingu e o entusiasmo diante da possibilidade de etnografar um ritual em uma de suas aldeias, remontam, contudo, a uma trajetória ainda mais antiga: aquela que me trouxe do campo do teatro para o da antropologia, abrindo uma via de mão dupla, na qual pretendo trafegar em ambas direções."
Dentre as diferenças do Quarup e do Jawari, é o membro que toma para "si" a homenagem do morto. O primeiro ritual, incumbe aos jovens chefes a função da homenagem, no segundo, celebra-se mestres de cantos ou arqueiros. Além do mais, o Hagaka não protagoniza lutas, nem a relação "intertribal", essa existe, mas apenas nos últimos dos quinze dias de festa, fogem de ser a essência do cerimonial. O Hagaka foi descrito pela antropóloga como uma partitura de “ações músico-coreográficas”, uma festa centrada na dança acompanhada pela música. Ainda existem as situações em que há cantos sem o movimento corporal, no caso das, por exemplo, das rezas noturnas.
De início, vale observar que todo ritual no Alto Xingu precisa ser pedido por representantes da comunidade ao "dono do ritual", nestes casos de rituais fúnebres, o dono da festa deverá ser o "dono do morto". Na realização dos rituais xinguanos, utiliza-se de arroz, feijão, açúcar, combustível, linhas Cleá e outros materiais que dependem do contato com o branco, por isso, é necessária a intermediação entre os dois, indígenas e caraíbas. A partir da necessidade de duas tarefas muito trabalhosas, respectivamente, a organização da comunidade tradicional e o contato com moradores do mundo urbano para a disponibilização do material, ficaram cada vez mais complexas. De acordo com Penoni, isto poderia sugerir um novo padrão nas organizações culturais dos ritos nos habitantes da região, a subdivisão da tarefa em duas pessoas, ou seja, dois donos de festa, normalmente, o desmembramento do dever entre o tio e o sobrinho.
Enquanto o integrante mais novo, o sugerido sobrinho, faria a ligação dos interesses indígenas com as organizações, fundações, a prefeitura local e alguns postos; o integrante mais experiente encaminha-se da articulação política e do incentivo à produção de excedentes, condição primordial para a execução de festas e ritos. Com o excedente da produção de mandioca, que é intensificada ao longo do período, produz-se o polvilho. Com o polvilho os indígenas faz-se o beiju, alimento comum em quase todas as ocasiões, sejam festivas ou ordinárias, posto que o beiju é uma comida tradicional na alimentação diária de várias comunidades no Alto Xingu, dentre elas os kuikuro; a produção de polvilho também colabora a preparação do mingau de mandioca—nomeado kuigiko— essencial no ritual do Hagaka.
Outros preparos tem origem mais recente, é o caso do mingau de arroz, que complementa o mingau de mandioca, quando este não é suficiente, do mesmo modo veio o feijão, e a sopa de feijão com macarrão, no lugar da fava. A FUNAI presta assessoria à obtenção dos materiais não tradicionais usados na elaboração dos ritos, visto que dependem das mercadorias obtidos com comerciantes brancos, usuários da moeda real. Em específico, o ritual analisado na aldeia de Ipatse solicitou à fundação um total de cinco mil duzentos e oitenta reais, apesar de a FUNAI até o dado momento da formulação do periódico não ter respondido, até que, interpelada pessoalmente, a mesma disse já ter aprovado a situação e em breve a verba seria enviada. Como o ritual estava previsto para os próximos dias seguintes, não chegou a tempo o dinheiro.
Outra diferença, de tamanho menor, observa-se naquele encarregado de distribuir a comida. O Jawari não possui a função matrimonial inserida no rito anterior, o Kuarup, dessa forma, as mulheres não estão mais no papel de servir comidas por nenhum momento. Toda a festa se oferece mingau de mandioca ( ou na falta, mingau de arroz) e feijão pelo dono da festa. O dever de distribuir o alimento cabe ao dono da festa, seus filhos, e sobrinhos, nos momentos de reza cantada, a ação fica ainda mais restrita, apenas ao dono.
A festa começa somente com cantos-danças na manhã, na tarde e na madrugada, nos primeiros dias. Porém, a contar do dia que se escolhe os tigikinginhü, os primeiros e principais atiradores de dardo, e os mensageiros, etinhü, o ritual ganha nova face. Não são poucos os homens que, indicados pela comunidade, negam os cargos de tigikinginhü, fora os que aceitam por pressão externa vinda do povo. Portanto, a quase todos momentos, o suceder da cerimônia e de seus preparativos acontece pela recomendação dos membros masculinos adultos, caciques, seniores e pajés. O dono da festa cumpre o papel de mediar os interesses do público com os atiradores de dardo, entretanto, a decisão só se efetiva após o nome indicado para o cargo aceitar (ou negar).
No momento seguinte, escolhe-se os etinhü, o primeiro, o segundo e terceiro, e no final da seleção, recebem tigelas de mingau. Logo após, as atividades relacionadas ao ritual intensificam-se, mais pessoas passam a participar dos eventos de canto e dança, e os adereços corporais são organizados em duplas ou trios. Os xinguanos pintam parte do seu corpo sozinhos, mas sempre há uma segunda ou terceira pessoa dando suporte, especialmente no caso dos mais velhos auxiliando os mais novos.
Os jovens tigikinginhü passam o tempo treinando para suas apresentações de dardo à distância, pintam-se distintamente, fazem duelos entre si, entre outras medidas antecipatórias à disputa. Precisam representar a aldeia em que vivem, por isso a grande preocupação, a questão da honra de terceiros entra em cenário outra vez. Conforme o treino  avançava, homens mais velhos intercederam para tecer suas opiniões e conselhos sobre o jeito certo de lançar dos atiradores, que, em geral, são novos, e por consequência inexperientes. Isto causa maior angústia nos jogadores, os quais aprendem o modo correto de lançar dardos durante o ritual.
Por outro lado, os mensageiros precisam confirmar a presença das outras aldeias no evento, isso será feito dois dias depois da escolha dos lançadores de dardo principais e dos três adolescentes mensageiros. Cedo da manhã, saem da sua aldeia natal e percorrem um caminho de até oito horas em direção aos povoados vizinhos, um deles, os Waurá; os jovens rapazes são os mediadores entre os anfitriões e os convidados.
Ao decorrer dos quinze dias de festa, diversas foram as estruturas de dança e música, classificadas por Penoni: cantos da manhã, da noite, da madrugada, canto "para afiar a ponta da flecha", "feito pra reunir" (Itsuhutegoho), "flechar o boneco" (Kuge hutoho hejü), "canto da onça" (Jauagitüha), canto "feito pra buscar convidados" (Hagito lopetoho). Além desses cantos-dança listados, havia a presença dos cantos-reza noturnos. Em geral, comum a todos os cantos e danças descritos antes do dia escolhido para a cerimônia principal, isto é, atirar dardos, notavam-se a presença de dardos nos ombros dos homens, não apenas os que iriam atirar. Os dardos eram usados tal como bengalas sonoras; por serem constituídos de um coco na ponta, coberto com resina, presos numa madeira de bambu, emitiam efeito sonoro de acentuação quando encostados no avesso das flechas, a parte de bambu impulsionada ao chão. Assim, característica marcante das danças é o compasso binário, enfatizado no bater das flechas concomitantemente ao bater dos pés direitos das mulheres.
Em algumas danças as moças e mulheres mais velhas não participam. Na maioria, elas participam em dados momentos, como quando se entra em uma casa do dono do ritual, então, as mulheres saem aglomeradas ao passo da dança e música. Afinal, nem todos os momentos são cantados e dançados. Normalmente os momentos festivos iniciam no centro da aldeia, e rondam a casa dos donos dos mortos, entram, por vezes, outras vezes é na casa do dono do ritual, e, raramente, passam pela casa dos habitantes. Nestes momentos de entrada nas casas é que de fato acontecem os movimentos rítmicos acompanhados do cantar. Cerca de dez dias se passam dessa maneira, nas tardes, noites, e madrugadas—geralmente, entre a população mais velha.
Contudo, um dia antes do momento central, os jovens unem-se a mais ou menos uma dezena de homens e mulheres mais velhos, nas suas comemorações ao alvorecer, já que os "combates" principiam junto aos primeiros raios solares. A disputa em si, consiste no arremesso de dardos no ideal de atingir o inferior das pernas do oponente da aldeia vizinha, que deve desviar ou bloquear, ora com escudos, ora com os próprios dardos. O que mais chama atenção é realmente a capacidade de desviar dos dardos, motivadas, possivelmente, pelo ideal de resguardar a honra das comunidades a que nasceram. Ademais, o dardo contém função cerimonial-deportiva, porém o seu potencial de ferir provoca reações rápidas e explosivas dentre os jogadores.
De cada lado dos rivais forma-se uma parede de torcida, que tende a torcer pelo competidor com melhor desempenho, não necessariamente da sua terra. Os primeiros a duelarem são os escolhidos pelo povo como protagonistas da festa, se durante o duelo, um deles consegue atingir a parte de trás da perna do outro, a torcida comemora com passos de dança e gritaria. Em seguida, dá-se espaço para os demais homens batalharem, em tom mais lúdico, até chegar na faixa etária dos mais velhos e graduados. Comumente, nessas ocasiões de enfrentamento, os indígenas que protagonizaram a atividade de lançar dardos, procuram por seus "ex-inimigos" para dar-lhes peixe e beiju.
Sem demora, no dia seguinte às lutas de dardo, mais duas danças foram catalogadas, uma delas intercultural, com a participação dos convidados e a troca de mulheres nos pares de dança. O fim do ritual é marcado por uma dança em tempo quase simultâneo à cremação dos kuge hutoho e o pagamento dos vizinhos ( estabelecido no oferecimento de comida), de modo que os dois outros ritos periféricos poderiam passar despercebidos. Kuge Hutoho chama-se o boneco confeccionado no primeiro dia do começo do ritual, o qual serve à função de alvo para treinamento dos atiradores dos anfitriões em alguns dias, no fim do Jawari o boneco passa pela cremação, um ato simbólico, no qual o personagem feito por matérias primas regionais é uma efígie do ente falecido. Ao entorno do boneco, ficam os filhos do morto homenageado e porventura os netos, em choros e prantos, enquanto o kuge hutoho incinera.
O mito por trás do Hagaka da mesma forma que os outros mitos, varia de local em local. Para os kuikuro a narrativa do começo do ritual coincide com a narrativa explicativativa dos fluxos de rio do Alto Xingu e a do surgimento da água. Segundo a crença, uma mulher de outra tribo, do povo de Sagankguẽgü, chegou a aldeia dos Morená e se alojou numa rede embaixo da rede de Tãugi, sem mais explicações, ali passou a morar e acompanhá-lo. Ao passar do tempo, a mulher falou para Tãugi que queria tomar banho com água, todavia, Tãugi rebateu a ela perguntando o que significava "água", pois na aldeia dos Morená, só existia o orvalho das plantas, era  ele que se bebia e se banhavam os moradores. Então a mulher convidou o seu companheiro a visitar sua terra originária, do povo de Sagankguẽgü, Tãugi aceitou a proposta e levou consigo seu irmão mais novo Aulukumã.
Chegando à casa do dono da comunidade, ele questionou aos dois irmãos o que queriam dele pelas suas terras, e estes responderam que estavam interessados em saber os modos de viver do povo de Sagankguẽgü. Conforme o pedido, ficaram para o dia seguinte, pois o cacique informou que aconteceria o Hagaka, tradição local da aldeia estrangeira. Antes do início, comeram mingau de polvilho e cantaram rezas e músicas, dentre elas, uma que Sagankguẽgü dizia o objetivo de matar Tãugi, o chefe. Sagankguẽgü acertou flechas em Aulukumã na sua nuca, tendão calcâneo e a terceira em seu corpo, a qual o matou. Tãugi logo assume a disputa e vinga seu irmão, matando o chefe da outra aldeia. Após a vitória, ele coloca sob o corpo do seu irmão, uma planta chamada kejite, e arrodeia seu corpo, liberando sua alma.
Daí os dois irmãos seguiram para a casa do chefe, onde tinham muitos bichos junto às aguas: jacarés, cobras, arraia, o tatu-da-água, piranha, etc. Escolheram a gaivota e esta levou uma panela de água Kuluene, mas as estrelas, ex-seguidoras de Sagankguẽgü vieram reivindicar um pouco da água, eram seis, e Tãugi cedeu água a todas as estrelas menos a tõ, em compensação, prometeu a ela que o Jawari seria jogado apenas quando tõ estivesse no céu, o que a deixou satisfeita. Por conseguinte, a gaivota levou a água como ordenada, e junto dela foram o mutum, a anta, o tracajá e a seriema. Alguns desviaram o caminho para Morená, por razões inúmeras, então os rios ficaram alguns retos, outros com curvas sutis e ainda os com curvas sinuosas. Essa é a origem dos rios na região do Alto Xingu, também da Hagaka.

### Os rituais fúnebres das comunidades do Uaupés
O povo dos Uaupés não é bem um povo, mas vários, situados ao entorno do Rio Uapés e nos seus afluentes. Criado pelo Instituo Socioambiental ( ISA), o site Povos Indígenas do Brasil faz menção a dezessete etnias, entre elas, Bará, Barasana, Desana, Karapanã, Kubeo, Makuna, Mirity-tapuya, Pira-tapuya, Siriano, Tariana, Tukano, Tuyuca, Kotiria, Tatuyo, Taiwano, Yuruti, Arapaso, algumas dessas habitantes do país colombiano, isso se deve a origem do fluxo fluvial ter suas raízes na Colômbia. Por compartilharem relações matrimoniais, ritualísticas, noções sociais e culturais, além de uma rede de trocas comercial, os povos ao redor do Uaupés tiveram seu conjunto de práticas denominado "Sistema Social dos Uaupés/Pira-Paraná".
Os rituais fúnebres compartilhados entre algumas entias dos Uaupés, em específico, Tucano e Tariana, que incluem as etnias como os Tucano, Pirá-tapúia, Dessana e Arapaço, giram em torno da ideia de que o ser humano é composto por corpo (i.e.uaxpö) e alma (i.e.héripõrà). Estes povos acreditam que a morte ocorre quando esses elementos se separam, devido a forças malignas atribuídas aos inimigos. A alma, então, continua uma vida similar à terrena, caçando, pescando e até formando família, enquanto o corpo é enterrado para se desfazer. Os rituais funerários dessas tribos, segundo o antropólogo Alcionilio Brüzzi Alves da Silva, incluem três etapas: lamentação, sepultamento e uma festa fúnebre.
Os mitos tem um grande vínculo com o estabelecer das práticas rituais num povo. Entre os Tukano, o ciclo da vida, em especial, a morte, tem relação direta com suas crenças do espaço cosmológico. De acordo com o famoso cientista, biólogo, físico, astrofísico, astrônomo, escritor, e divulgador científico ( entre outras várias ocupações),  Carl Sagan, " o cosmos é tudo aquilo que existiu, existe, ou existirá". Assim, entender a visão de um povo sobre Cosmo é um processo complexo, demorado e que não poderia ser estendido aqui no artigo por falta de espaço.  Contudo, procurar-se-á resumir a visão dos povos Tucanos sobre a origem dos indivíduos, a influência do espaço e direção nas trocas sociais e algumas crenças originais destes.
No complexo entender dos povos citados, a terra se dividiria de forma elementar em três mundos: o céu, a terra e o " mundo inferior", cabe uma interrupção no proceder da explicão, para esclarecer que as aspas colocadas querem dizer não ser um mundo com características inferiores, negativas. Simplesmente um mundo situado abaixo, afinal, a visão de inferno não é compartilhada nos povos Uaupés. Outrossim, o céu seria onde ficam as estrelas, a lua, o sol, topo de montanhas, topo de árvores, e podem ser simbolizados em ornamentos representando o sol, como é costumeiro nos rituais. Por outro lado, o mundo inferior é onde fica o mundo aquático dos rios subterrâneos, o Rio dos Mortos e o barro amarelo debaixo de onde se enterram os mortos. Em último, a terra é tudo que está ao fácil alcance do ser humano, em outras palavras, elementos tangíveis; nota-se uma oposição aos outros dois mundos, pois o mundo superior, do céu, poderia ser descrito como um mundo misto entre aspectos concretos e abstratos, no entanto, todos inalcançáveis, já o mundo inferior, predominam elementos de natureza mítica ou sagrada.
Esses mundos depende sobretudo da perspectiva, e não são imutáveis. Enquanto é dia, o sol corresponde ao céu, e a lua junto às estrelas está descansando no mundo inferior. Em alternância, na noite, a lua e as estrelas estão no céu e o sol está no mundo inferior. Conclui-se: ninguém está permanentemente no céu ou no mundo inferior, nem os astros estão insentos da mudança temporal, e, por conseguinte, terão suas posições realocadas. Além disso, a perspectiva pode ser explicada pelo crer tradicional da existência de espirítios ou seres em todos os demais mundos fora o que vivem, portanto, no céu existem espíritos, um deles é o das estrelas, e para elas, são os seres humanos que estão no mundo inferior, tal qual estão os espíritos do mundo inferior para os indígenas regionais. As estrelas olham os seres humanos e os entendem espíritos, e os indígenas pensam que os espíritos são elas, as estrelas, além dos espíritos no mundo inferior. Em suma, existe uma noção contextual, e os indígenas são capazes de exercer uma espécime de empatia para com os outros mundo ao se colocaram na visão de outros seres, e entenderem, desse modo, fora de uma perspectiva antropocêntrica, onde as coisas são vistas somente no olhar do homem.
Ainda pode-se utilizar a visão tridimensional de mundo para explicar as relações matrimoniais interétnicas. Os grupos indígenas do sistema social dos Uaupés são divididos nos povos da água, povos da terra, e povos do sol. Os povos do sol são naturalmente os grupos colombianos, por habitarem na região mais alta, onde nasce o fluxo do rio. Numa mesma categoria, são do mesmo nível, e por isso não podem casar-se entre si, povos da terra não devem casar com povos da terra, povos do sol não devem casar com povos do sol e igualmente aos povos da água, o que obriga esses povos a manterem relações interculturais entre si, através do casamento realizado com homens e mulheres de aldeias distintas. Cada uma das subdivisões dos povos, tem uma explicação mitológica na ancestralidade com o animal Anaconda, que para eles, envolve a pluralidade de três animais: os jaguares, as sucuris e as harpias; respectivamente, no reino da terra, da água e dos céus.
Destarte, todos os povos nas suas subdivisões, em volta do Rio Uaupés, acreditam na divisão da terra, mundo superior e mundo inferior, e, por consequência, tem concepções parecidas acerca da morte, variando o nome dos personagens na explicação mitológica. O enterro Tukano em si é simples, os mortos ficam num espaço embaixo da maloca, habitação tradicional indígena, e são enterrados cobertos com metade de uma canoa, semelhante a um caixão. A canoa será usada pois quando a alma sair da Terra cairá no mundo inferior, onde os rios subterrâneos hão de levar a alma do falecido até a direção oeste, vista como a direção das mulheres, pois na oca a porta oeste é a porta pela qual as mulheres entra. Da região oeste, os rios passariam pela região acima, num grande circuito até caírem nas águas da terra, onde o morto ressuscitaria na forma de um novo indivíduo, a alma estaria contida dentro de um recém nascido. Então, as mulheres na hora de parir, não dão à luz dentro das malocas, sim em rios, próximas a mata; desse jeito, consagra-se a credulidade que os bebês surgem da água.
Um ponto fora na curva no que diz respeito a cultura compartilhada no sistema cultural supracitado, são os povos derivados da família linguística dos Maku. Os macus não se autonominaram dessa forma, na verdade, dizer povo Maku é um erro, pois o termo "macu" dado por outrem que não eles, engloba mais de seis povos distintos, cada qual com sua autodenominação, suas culturas e línguas diferentes, não há senso de identidade que os reúna.  Todavia, as línguas dos seis povos são aparentadas, por isso foram classificadas na mesma família, além do mais, para os Tukano, os povos pertencente aos Macus tem muito em comum, em boa parte, estigmas por parte dos primeiros. Os falantes da língua Tukano enxergam os Macus como seres subdesenvolvidas, principalmente, por não participarem das tradições exogâmicas, são estritamente endogâmicos ( inclusive, algumas vezes, praticando o incesto) até porque o casamento entre um Tukano e um Maku é inaceitável se a mulher for tukana e o homem maku, e, no mínimo, mal vista quando pelo inverso. Ademais, os da família linguística macu possuem uma série de práticas e costumes estranhas aos olhos dos demais indígenas da região do Uaupés, um deles é seu hábito de estarem constantemente migrando.
Apesar de migrarem bastante, a Organização Nacional Indígena da Colômbia os entendeu como seminômades, de acordo com o dicionário Michaelis: "Relativo a tribo ou povo que migra periodicamente, vivendo geralmente em moradias portáteis ou temporárias, mas possuindo um terreno onde pratica pequena agricultura.". De uma forma ou de outra, a capacidade migratória dos povos é reafirmada por vários autores, e não raramente um indígena Maku convive junto aos Tukanos, aprende sua língua, e situa-se na região interfluvial do Uaupés por um período de tempo, normalmente para trabalhar pros povos Tukanos. Por isso, os indígenas da família linguística Macu merecem parágrafos dedicados a sua cultura pós-morte, e por essas razões, também, que serão postos em conjunto aos rituais fúnebres dos Uaupés.
O universo macu tem a forma de um ovo em pé, composto por três andares ( nesse caso, os andares não se movem, somento os humanos movem-se neles). O mundo das sombras seria de onde chegam todos os "monstros", tais quais os escorpiões, as onças, índios do rio, os Tukanos, e os brancos. No mundo dos povos Makus, o principal elemento é a floresta, e no "no mundo da luz" vivem seus ancestrais e o criador, chamado "Filho do Osso". Após a morte, os indígenas da sua comunidade voltariam ao mundo da luz, onde as pessoas são adolescentes para sempre e alimentam-se de sucos de fruta.

### Ritual iniciático na Ayahuasca
A palavra ayahuasca possui origem etimológica Quíchua, formada por aglutinação entre as palavras Aya e Waska. Quando juntas significam respectivamente, espírito de pessoa (i.e. alma) e trepadeira; na junção: trepadeira das almas ou cipó das almas” (LUNA, 1986, p. 73-4). Classificado pelo seu modo, o ritual de iniciação da Ayahuasca, seria um ritual de contágio, em outras palavras, ritual pelo qual o uso de um objeto, nesse caso, uma bebida fermentada, serve como porta de passagem para o que há de espiritual.
Também chamada no Brasil por Huasca e Daime, ou internacionalmente Poryajé, Caapi, Natema, Pindé, Kahi, Mihi, Dápa, Bejuco de Oro, Vine of Gold, Vine of the Spirits, Vine of the Soul, entre outros nomes, a bebida constitui-se do cipó da árvore Banisteriopsis caapi com a folha da Psichotria viridis; ainda em alguns casos, somente a primeira destas.
Em relação ao surgimento histórico, existem relatos por parte dos colonizadores espanhóis e portugueses, referentes à uma bebida "(...)muito poderosa, por meio dela comunicam-se com o demônio, porque eles ficam sem julgamento, e apresentam várias alucinações que eles atribuem a um deus que vive dentro destas plantas”(Guerra, 1971). Já no século XVII, os padres jesuítas descreveram o uso de uma porção diabólica pelos ameríndios do Peru. Na Amazônia, em 1851, o botânico inglês Richard Spruce acompanhado dos seus colegas  Alfred Russel Wallace e Henry Walter Bates, relatou um ritual com a huasca realizado pelo povo indígena  Tukanoan.
Durante o fim dos oitocentos, Spruce constata novamente a presença do preparado dentro das comunidades Guahibo, nos países da Colômbia e da Venezula; outrossim, posteriormente, pelos Záparos situados na Cordilheira dos Andes em território peruano.
A junção do ritual com o líquido produzido pela extração das plantas potencializa seus efeitos psicoativos, ou na visão dos adeptos religiosos, efeitos enteógenos, visto que esse último termo refere-se a efeitos psicoativos usados apenas em virtude da religião. Os praticantes relatam uma  transcendência, possibilitada pela substância:
O homem toma conhecimento do sagrado porque este se manifesta, se mostra como algo absolutamente diferente do profano. A fim de indicarmos o ato da manifestação do sagrado, propusemos o termo hierofania. Este termo é cômodo, pois não implica nenhuma precisão suplementar: exprime apenas o que está implicado no seu conteúdo etimológico, a saber, que algo de sagrado se nos revela. Poder-se-ia dizer que a história das religiões – desde as mais primitivas às mais elaboradas – é constituída por um número considerável de hierofanias, pelas manifestações das realidades sagradas. A partir da mais elementar hierofania – por exemplo, a manifestação do sagrado num objeto qualquer, uma pedra ou uma árvore – e até a hierofania suprema, que é, para um cristão, a encarnação de Deus em Jesus Cristo, não existe solução de continuidade. (ELIADE, 1992, p. 13)
Eliade acrescenta que o acesso à espiritualidade em todas sociedades arcaicas, está baseado no simbolismo de morte e renascimento, por isto, uma iniciação. Além disso, conforme seu discurso, a Daime não representa o fim espiritual em si, porém um intermédio, daí sugere o termo "hierofania", a manifestação do divino através do símbolo.
O uso da substância, ainda que fora das aldeias indígenas distingue-se dos usuários de alucinógenos nas suas finalidades, pois a Ayahuasca é consumida com fins de limpeza espiritual e autoconhecimento. Trata-se de uma proposta espiritual de conexão com a natureza, a partir da consciência de si, um estado descrito comumente pela palavra hiperlucidez. Na visão do governador do Acre, "A ayahuasca é uma bebida sagrada dos povos originários da Amazônia, um elemento central de rituais xamânicos herdados da cultura indígena",  acrescenta, “Faz parte da cultura, da tradição dos nossos povos, principalmente como elemento de cura e purificação".
Quando em terrenos autóctones, o chá da huasca ganha um valor muito maior ao concebido mundo afora. Os nativos de aproximadamente 72 tribos distintas da Amazônia consagram a Ayuahasca. A diferença principal seria a atribuição dos preceitos xamânicos ao chá ingerido. Durante o processo ritualístico indígena, existe a presença do curandeiro, o xamã, responsável por guiar a cerimônia e avaliar condições clínicas dos participantes, ademais, a percepção de espíritos nos animais e nas plantas também é relatada pelos nativos. Para estes, as visões não descrevem um estado transitório até o alcance da verdade, a visão seria a manifestação da verdade no seu modo mais puro; aliás, o que é a "realidade" na visão dos céticos ou praticantes não xamânicos, é concebida como estado temporário ao julgo dos povos originários. Portanto, os momentos embriagados pelo efeito da Daime, seriam vislumbres do verdadeiro aspecto terrestre.
A ingestão da bebida seria, ainda, essencial no futuro destino do índio após sua morte. Apenas por meio do chá o morto poderia dar-se conta da separação da alma e corpo, mais uma vez, retomando a ideia de consciência externa. Sob a mesma ótica, a planta revela quem realmente é o homem: um ser da natureza, igual aos espíritos observados no entorno, entre animais e plantas. Por fim, é notória a importância dessa mistura nos saberes curandeiros, não só na cura direta dos crentes, mas também na transmissão de conhecimentos interceptados pelo xamã, que igualmente consome a Huasca.
Em outras ocasiões, no contexto urbano das regiões metropolitanas brasileiras, o contato com o chá das almas pode servir como porta de entrada ao xamanismo. Esse é o caso do espaço terapêutico Natureza interior(na região metropolitana de São Paulo), do Centro Ayahuasqueiro Jiboia Sagrada (na zona noroeste paulista) e do Sítio essencial (São paulo, Mogi das Cruzes). Segundo relatos do casal fundador do centro ritualístico Natureza Interior, para habilitar-se a servir outras pessoas é preciso passar por ritos com povos indígenas, neste caso, ritos com povos naturais de São Paulo e outros com grupos religiosos como Santo Daime. A série de rituais de iniciação e práticas xamânicas induziriam ao renascimento espiritual; além disso, aos interessados em conseguir autorização para repassar o enteógeno, devem conhecer todos os limites, bons e ruins, aos quais a Huasca poderá levar. A aprovação final é concebida por padrinhos e líderes, a delimitar o nível de preparação do praticante interessado, consequentemente, definindo qual cargo estão habilitados a exercer.
Outros rituais que usam da planta, comumente associada às alucinógenas, estão distribuídos ao redor do Brasil. A União do Vegetal(UDV), O Santo Daime(CEFLURIS e Alto Santo), e a Barquinha são as mais famosas e divulgadas pela mídia. As três religiões têm em comum o desenvolvimento na Região Amazônica, o uso do Vegetal (nome apelidado ao líquido pela União do Vegetal) e o sincretismo religioso, explicado por Labate:
A propósito, é significativo que as religiões ayahuasqueiras, em grau maior ou menor, apresentem “traços” da umbanda em combinação com o uso “seringueiro” de uma bebida de origem indígena. Isso é significativo porque os usos urbanos da ayahuasca, realizando uma síntese das religiões ayahuasqueiras com a Nova Era, evocam a síntese operada pela umbanda entre o kardecismo (cientificista, francês e urbano) e o culto dos orixás (animista, africano, rural), com a presença de possíveis idéias e práticas do xamanismo indígena. (LABATE, 2000, p. 42)
Conforme a bebida adentrava em cidades urbanas, perdia parte do seu aspecto original para ser ressignificada; a Barquinha, a União do Vegetal e Santo Daime compartilham bases cristãs, no entanto, há uma tendência na literatura de classificá-las somente "religiões ayahuasqueiras", sem credibilizar, também, as influências africanas. Exceto por Monteiro de Silva(2002), que coloca o Santo Daime em posição de "religião afro-amazônica".
As religiões no ramo urbano "evocam a síntese operada pela umbanda entre o kardecismo (cientificista, francês e urbano) e o culto dos orixás (animista, africano, rural), com a presença de possíveis idéias e práticas do xamanismo indígena". Santo Daime seria resultante da mistura de religiões africanas, indígenas, caboclas e brancas; Barquinha da europeia, indígena e africana, para Sandra Goulart, surge do catolicismo popular, do Kardecismo, do Vegetalismo e da Umbanda; A União do Vegetal, por sua vez, celebra a chamada de Cosme e Damião, no dia 27 de setembro, demonstrando assim vínculos com o catolicismo sincrético, formado da associação dos santos católicos Cosme e Damião com o orixá Ibeji. O rito viria a ser o grande unificador de todas as matrizes religiosas separadas. Nenhum dos diferentes componentes sobrepõe-se, pelo contrário, se complementam; dessa forma, são alcançadas todos as potenciais nuances do indivíduo.
Entre os efeitos físicos comuns no ritual de consagração da Huasca:
- vômitos
- náuseas
- diarreia

Quanto aos psicológicos:
- alteração no processo de concentração, memória, julgamento
- mudança de percepção na passagem do tempo
- hiper sugestionabilidade
- sensações involuntárias similares às de projeção astral
- sensação de contato com seres transcendentais
- êxtase
- desespero
- sensação de descontrole
- alucinações ou sinestesias
- ressignificação de experiências anteriores
- nova percepção corporal
- sentimentos de rejuvenescimento

O uso da Ayahuasca foi muito discutido devido à presença do alcaloide N,N-Dimetiltriptamina (DMT) avaliado psicotrópico pela ANVISA. No ordenamento jurídico o uso da referida planta foi analisado de acordo com o inciso VI do Artigo quinto (Constituição da República de 1988) que garante a inviolabilidade da consciência e de crença, sendo assegurado o livre exercício dos cultos religiosos, bem como a proteção dos locais de culto e suas liturgias. Sendo assim, os consagradores da Ayahuasca estão exercendo o direito fundamental da religião, com base em suas crenças, por esta razão, proibir o uso huasqueiro seria equivalente a violar o direito à liberdade religiosa.
No entanto, existem cultos e rituais que ferem outros direitos elencados fundamentais: o direito à vida, à propriedade (incluindo a propriedade do indivíduo sob o corpo), à segurança. Neste viés, Lenza (2015, p. 1176) defende ser o fim de um direito fundamental (i.e. a religião) no começo de outro (e.g. vida, propriedade, segurança). Rituais de passagem que envolvam sacrifícios humanos ou de animais, uso indiscriminado de entorpecentes, exploração sexual e mutilação corporal, são proibidos no país, pela razão descrita por Lenza. A prática ritualística por meio do Vegetal é regulamento no Brasil pela Resolução nº 1, de 25 de janeiro de 2010, do Conselho Nacional de Políticas Sobre Drogas (CONAD), sendo portanto, de natureza legal.

### Rito de nominação
O nome nas comunidades Guarani falantes é mais do que inerte ao ser humano, não se nasce com nome, se é nome; em outras palavras, o nome não é visto separado do ser. Entre os povos Bororo, a nominação é um dos principais ritos de passagem, no qual a criança passa a estar associada a uma categoria social, a linhagem de um clã.
De volta à concepção dos primeiros, os derivados do Guarani, para eles, a fecundação do ser humano acontece em sonho, o sonho gera uma palavra, e o novo ser será a palavra sonhada. O surgimento das cerimônias de nomeação denotam do século XVII, como observado por Antônio Ruiz de Montoya, sacerdote peruano. Em seguinte, Kurt Unkel Nimuendaj registrou evidências do rito no igual século. Durante o século XX, Candida Graciela Chamorro Argüello, faz também notações a respeito do ritual de "batismo" nos povos das aldeias Guarani.
Inicialmente, o ritual organiza-se no começo da tarde, na frente da casa do ritual, com a reunião de quase toda aldeia, esperando pelos xondários, o pequeno rito contido dentro do imenso processo de nominação. Perto das três da tarde, os xondários aparecem, formam um círculo, imitando uma espécie de capoeira afro-brasileira, com movimentos mais leves em torno da figura central do "capitão", seu líder (xondáro ruvixa). Semelhantemente à capoeira, é uma dança-luta, na qual todos os "sargentos" (i.e. os outros dançarinos além do líder) tentam desferir um golpe no protagonista, a situação reúne xondários da idade infantil, jovem e adulta, com corpos treinados para a luta física e toda resistência que se precisa no intuito de demorar três horas nesse rito. Contudo, a dança não tem o objetivo de agressão ou defesa, é mais uma dramatização, ou perfomance, na qual o objetivo central é o líder mostrar-se capaz de desviar de todos os golpes e "tentativas de ataque" em sua direção, ademais, os indígenas garantem que não é influência dos brancos ou de outras culturas, o instrumento de fundo a toda essa tradição é um violino de três cordas, instrumento fornecido por Ñanderu (i.e. nosso pai) no objetivo único de fazerem a dança-rito. Dessa forma, numa sequência de desafios ao sargento, a dança desenrola, montando uma narrativa.
Em segundo momento, perto do anoitecer, os lutadores junto ao restante da aldeia adentram na casa onde acontecerá o ritual. Ali estabelecem um altar, com uma cruz de madeira, uma gamela no formato de canoa, varas em forma de bastão, várias portáteis, elementos que foram imediatamente saudados pela chegada dos xondários, por meio do assoprar da fumaça de seus cachimbos em cima dos elementos, ou até em cima da estrutura do altar. A saudação dos dançarinos guerreiros tem seu fim quando o fumo acaba, então o cachimbo é repassado por todos os membros da comunidade ( exceto crianças) até chegar nas mulheres. No prosseguir do ritual, o pajé encabeçou a oratória e deu as boas-vindas a todos presentes no lugar, falou palavras de adoração e os outros repetiram ou completaram, ao passo que todos deveriam tomar o cachimbo e saudar os elementos no ritual de adoração. Quando a quantidade dos que já tinham feito essa prática era grande, encetaram a servir chimarrão, dos mais importantes socialmente, aos não originários, como o caso de Candida.
Uma nova parte do ritual começaria, uma massagem terapêutica feita num banquinho em frente ao altar, tanto para homens, quanto mulheres e crianças. A massagem possui elementos míticos ligados ao uso da fumaça durante todo o processo, deixando o terapeuta num estado de muita tosse, ao ponto que precisou ser substituído por seu ajudante, quase desmaiando na fumaça. Neste viés, aqueles que desejam participar da massagem precisam desnudar-se parcialmente, para receber pequenos tapas em formato de concha por todo o corpo, enquanto parte da fumaça do cachimbo é despejada em cima dos corpos. Na transição entre este momento e o próximo, os instrumento musicais guaranis, em específico, o violino de três cordas e o violão de cinco, tocavam continuamente.
Na terceira etapa, o cantor forma filas com jovens e crianças do sexo masculino e canta músicas extremamente lentas, as meninas passam a juntar-se no fundo, de mãos dadas, e os meninos carregam varas e maracas pequenas. Ao que indica, faziam a percussão, acompanhados igualmente de mulheres adultas, as quais marcavam o ritmo com bastões. Na medida que o cantor tocava seu violão, os meninos remexiam mais as maracas, obrigando o cantar a aumentar sua voz e ajustara-se ao ritmo marcado pelos instrumentistas jovens ao redor. Neste momento, todos, com exceção de alguns homens, participavam de alguma maneira, cantando, tocando ou, posteriormente, dançando. A intensidade foi aumentando junto à chegada das danças e o aumento do som dos maracas, a velocidade igualmente crescia, o momento todo durou, na ocasião relatada, aproximadamente quarenta e cinco minutos. Por fim, foram servidos chimarrão uma vez mais.
Perto das meia noite, as mulheres servem café doce com bolacha, numa quantia insuficiente perante a alta quantidade de participantes na vez. Então, o ritual repete-se, a dança dos sargentos e seu líder, dura vinte minutos, bem menos se comparada ao início na tarde, depois é a vez da sessão de massagem com fumaça e o cantar arrastado com violão de cinco cordas até virar dança de novo. A resistência parece ser vista entre os locais como um sinal de respeito com o deus, e aqueles que tentam sair, na sua maioria, crianças, são punidos com fumaça na cara, de acordo com a autora, provocando crises asmáticas. Como a dança, o resto do ritual é resumido, devido à exaustão geral dos participantes, até que por volta das três horas da madrugada, principia o rito da nominação, o momento esperado.
Nimongarai, nome indígena para o rito de nomeação, sucede pela madrugada, com as mães sobrecarregadas por três tarefas a elas qualificadas: acordar seus bebês e crianças de colo, que ficam num canto dormindo durante parte do ritual composto, auxiliar os homens no proceder da cerimônia e encontrar as velas de cera de jatai, itens imprescindíveis ao decorre do "batismo". As mulheres ocupavam-se de acender as velas maiores com o fogo do cachimbo, com essas velas de maior tamanho, iam gradualmente acendendo a pequenas velas, garantindo a iluminação do ambiente. Em contrapartida, os homens distribuem-se em sacerdotes e ajudantes, os sacerdotes devem ser proporcionais ao número de nenéns, cada um deles se posicionará na frente de uma mãe com seu filho no braço. Ocasionalmente, os sacerdotes ainda são ajudados por suas esposas.
O ponto máximo da festa seria quando as mães ao posicionarem-se na frente dos homens sacerdotes recebem o nome dos bebês pelos homens sacerdotes. Os últimos não são vistos pela comunidade com o "poder de decisão", não se trata de uma simples escolha, tem forte ligação com o espiritual, assim que os sacerdotes são escolhidos para o sagrado, e, por isso, possuem o dom de descobrir o nome e pronunciá-lo, de modo que eles seriam transmissores da mensagem.
Durante a escolha dos novos nomes é comum que muitos nomes coincidam com membros já existente na aldeia, devido à baixa margem de variedade na nomeação. Por exemplo, nomes típicos para as mulheres da aldeia dos Guaranis: Takua (Bastão de ritmo), Kuña (Mulher), Kereju (Filha do Sol), Ara (Tempo- Espaço), todos ligados de certo modo ao teor sagrado, tradicional, ou em último caso, heróis culturais. Esta lógica é a mesma para os meninos. Então, ao ser descoberto o nome na cerimônia, gera um senso de identificação e acolhimento naquele que já atendia pelo nome anteriormente para com o novo ser nomeado.
Os dois principais elementos no decorrer da nominação são a água e a fumaça vinda do cachimbo, os quais Candida questionou alguma ligação com o batismo tradicional nas religiões derivadas do cristianimo; o sacerdote explicou-lhe que não, havia diferenças notáveis. Isto é, no cristianismo, o principal elemento usado é a água, ela é a matéria prima, ainda que no batismo de João Batista ( do qual surgiu o nome "batizado") existisse a presença do fogo. Em oposição, o batismo dos indígenas daquela comunidade não viam a água no papel central, o principal mesmo era a fumaça promovida pelo uso do cachimbo, tanto é verdadeira essa afirmação como se nota em várias outras etapas do ritual, no qual se usam somente a fumaça do cachimbo. Assim, a água vinha consolidar, enfeitar, nas palavras do sacerdote " renovar-lhes a flor", que poderia, segundo o mesmo, ser entendido como uma confirmação no vocábulo cristão. No decorrer da cerimônia, outras crianças mais velhas e maiores, já detentoras de um nome, passavam a molhar-se com a água igualmente, o que demonstra a água num patamar secundário quando se compara com a fumaça, visto que a fumaça é o ato de dar o nome, e a água vem reconhecer, por isso as crianças com nome ainda usam a água, e não da fumaça.
Em outras etnias indígenas, como exemplo, a dos povos Tukano, a prática de dar nomes de pessoas do meio social é muito usual também. Entretanto, nos Tukano, somente podem ser dados nomes de entes já falecidos, do lado paterno da família; se nasce um bebê do sexo feminino, recebe o nome da avó paterna, se o recém-nascido é do sexo masculino, recebe o nome do avô paterno, necessariamente o nome provém do lado paterno. Cada grupo indígena ( ao menos no constatado entre os povos Uaupés) possui um número limitado de nomes, e assim permanecerão enquanto houver a tradição de dar nomes apenas dos mortos. Para eles, o significado do costume  é uma ideia ligada à reencarnação: quando o indígena morre, irá para a "casa de transformação", de onde todos os Tukanos vieram, e de lá a alma do morto viria num novo ser vivo, um bebê, por isto a importância do nome ser preexistente localmente.

### Yurupari/ Jurupari- rito de iniciação masculina
Yurupari é um nome fornecido pelos missionários que catequizavam os indígenas e associaram errôneamente o mito do Jurupari ao demônio. Por ter sido um nome dado pelo homem branco, estrangeiro das terras indígenas, o termo remete a uma corruptela do nheengatu, vindo a significar "boca fechada",  yuru (boca) + pari (cercadura, armadilha para peixe). Este nome remete diretamente ao caráter secreto, a intenção de não tornar-se público. Ao passar do tempo, o nome ficou popular mesmo entre algumas regiões indígenas, e virou a forma mais corrente e distorcido do homem branco referir-se ao conjunto de credulidades e ritos.

O Jurupari dos Desana, às margens do Uaupés, é conhecido como dono das flautas e chamado por Miriá Porâ Masú. Para os Baniwa, habitantes do Rio Içana e seus afluentes, além das margens do Alto Rio Negro, Yurupari leva o nome de Kuwai. De acordo com as considerações de Sá, a denominação da entidade pode significar "saído da boca", "capturado na rede", "tela de proteção". Outras possibilidades etimológicas são mencionadas por Câmara Cascudo:
Batista Caetano de Almeida Nogueira ensina que vem de y-ur-upá-ri, o que nos vem à rede (...) Teodoro Sampaio afirma ser apenas iuru-pari, boca fechada, uma alusão ao silêncio do ritual empregado. Couto de Magalhães diz significar tirar da boca ou mão sobre a boca, jurupoari. Coudreau lembra a versão do juru-pará-i, saído da boca do rio. Para Stradelli, era simplesmente iuru, boca, e pari, a grade de talas com que se fecham as saídas dos igarapés (...). Traduz bem a necessidade de segredo, punido a morte em caso de traição.
O surgimento do rito remonta, assim como nas outras vezes, ao surgimento do mito. Yurupari nasce de uma mulher virgem, no primeiro sangue, enquanto existia uma ditadura das mulheres, foi aí que Yurupari nasceu, numa sociedade na qual os homens sofriam castigos e viviam em prol dos caprichos femininos, nessa época, eram as mulheres que possuíam as flautas sagradas, e os homens ocupavam-se da coleta da mandioca junto a outras atividades ligadas ao gênero feminino. Neste período em qual as mulheres reinavam, anterior ao nascimento de Jurupari, eram os homens acostumados á menstruação, as mulheres não menstruavam, porque tocavam flautas. Mas a mãe de Yurupari, a virgem, teria concedido ele depois da sua menarca, pelo envio do deus Sol.
Ao se deparar com um mundo caótico, contrário ao que desejava o deus Sol, o enviado “resolveu reformar o velho sistema que concedia à mulher todos os direitos e ao homem todos os deveres”. Neste viés, Jurupari resolveu criar festas e rituais de direito exclusivo ao homem, sequer era permitido o olhar das mulheres, fato que causou a morte de muitas delas, pela curiosidade, uma das vítimas foi a mãe do legislador. Quando nasceu no mundo, Jurupari era um ser diferente do imaginado, tinha furos por onde saiam sons; logo, foi chamado para ensinar músicas e conhecimentos tradicionais para os meninos, no Centro do Mundo, a casa do Sol, na cachoeira Uapuí, conforme acreditam os Desana e os Baniwa. Ele propaga um restrito jejum, os meninos deveriam comer somente frutas cruas, e sai junto aos rapazes para colher frutas frescas, porém, uma das fruteiras tinha fogo no topo, a sua fruta foi assada, e o cheiro da fruta assada teria despertado um lado maligno em Jurupari, o qual se voltou contra os meninos. Num devaneio, ele revela que só pode ser destruído pelo fogo de certas lenhas, depois se transforme em Casa de Pedra, os meninos correm para a Casa de Pedra (i.e. caverna)sem saberem ser a entidade, agora, maligna, e são devorados por ela.
Outras versões, comuns aos povos falantes do Tukano Oriental, habitantes dos arredores do Rio Uaupés, associam a "lenda" do Jurupari aos seus valores sobre a vida social e religiosa. Acreditam que Jurupari, na forma de Anaconda, não de Caverna, engoliu os meninos. Conforme essa versão, os seus restos ósseos teriam sido vomitados e devolvidos aos pais das crianças. Para punir o legislador, incendeiam a cobra querendo sua morte: ele não morre, sua alma sobe aos céus, de onde veio, se consideramos que ele foi enviado pelo Sol, e de suas cinzas nasce uma palmeira. Comparada à primeira versão relatada, as histórias são semelhantes; sob a forma de Caverna de Pedra, Yurupari teria engolido fugido para o céu depois de engolir quase todos meninos, exceto um que retorna à proteção do deus Sol. Fica subentendido que o menino restante contou o segredo do músico ao Sol, o devaneio revelador das fontes capaz de matar a Jurupari. Portanto, o Sol faz festa de Caxiri e chama Jurupari, bebem, comem, dançam...ao fim, ateiam o ser musical no fogo especial das lenhas. Do mesmo modo, ele não morre por inteiro, sua alma vai para o Alto e suas cinzas dão origem à palmeira paxiúba, mencionada no rito da moça nova.
No começo do rito, os meninos são afastados de suas mães até a extremidade masculina da casa, ainda consoante à visão cosmológica na qual leste é a entrada dos homens e oeste a entrada das mulheres. Nesta ótica, eles seriam levados ao extremo leste. Lá, eles seriam pintados de preto com doses de rapé de tabaco, representando a digestão da Anaconda ou de Yurupari sob modelo de caverna; em seguida, recebem Ayahuasca pela primeira vez e tem seu primeiro contato com as flautas sagradas da entidade musical. Enquanto toca-se flauta, os rapazes ficam sentados, imóveis, recebendo chicotadas; a intenção no ato é tornar o menino um homem forte, viril, capaz de aguentar dores.
A parte final do ritual, da mesma maneira repleta de simbolismos, os jovens indígenas são levados ao rio, onde recebem um banho através da água que escoa pelas flautas, esse seria o momento do "renascimento", característico de todo ritual de iniciação. A ação de despejar a água pelos instrumentos musicais alude ao ato da Anaconda cuspindo os ossos dos meninos e ao nascimento dos recém-nascidos, da crença dos Tucanos sobre eles terem vindo das águas, dos rios, etc. No fim do rito, ficam reclusos por um mês longe da vista de quaisquer mulheres, tomando banho diariamente, obedecendo uma rigorosa dieta e produzindo um cesto; o último item da lista será entregue a sua parceira romântica, por sua vez, ela retribui pintando o corpo do homem de tinta vermelha. Desta maneira, todos os símbolos levam a um só destino, o nascimento, mas como já são vivos, o renascimento, marcando uma nova fase na vida destes adolescentes indígenas concretizada pela pintura por tinta vermelha, visto que antes a tinta era preta, e pela permissão à entrada na porta dos homens, no leste da oca, oficializando o seu novo rótulo conquistado.
Algumas curiosidades são conferidas na preparação alimentar desses ritos. No primeiro dia, são feitas bebidas misturando o caxiri, bebida fermentada tradicional, com substâncias chamadas por C. Hugh-Jones (1979) de Soul Foods, traduzindo no modo literal: comidas para alma. As Soul Foods referem-se a alimentos voltados mais para sua finalidade espiritual (e.g. por meio da conexão com a ancestralidade) do que com o sabor. Junto à bebida fermentada, os indígenas misturam mel de abelha, coca e tabaco para ocasião do rito de iniciação. Somente será consumida um dia após sua fabricação, no segundo dia do ritual, pelos xamãs, anciãos e adultos. No terceiro dia de rito, os iniciados recebem autorização para o consumo ao meio dia. Todavia, o uso da bebida é secundário frente ao uso do caapi.